# Leo Club
I Leo Club sono l'associazione giovanile del Lions Clubs International, articolata in club formati da giovani aventi un'età compresa tra i 12 e i 30 anni. La dicitura per esteso è The International Association of Lions Clubs, che sancisce, appunto, il Club come elemento base di tutta la struttura. I Leo Club si dividono in Leo Club Alpha (12-18 anni) e Leo Club Omega (18-30 anni). In Italia, non esistendo la rappresentanza legale per associazioni di minorenni, tutti i club sono Leo Club Omega ma possono includere anche soci dai 12 ai 18 anni. I Leo Club possono essere nati e organizzati all'interno di una scuola o in seno alla comunità.
Scopo dichiarato del Leo Club è quello di "Offrire ai giovani di tutto il mondo l'opportunità di crescere e di offrire il proprio contributo, sia a livello individuale sia collettivo, come membri responsabili della comunità locale, nazionale e internazionale". "Leo" è acronimo delle parole inglesi Leadership, Experience, Opportunity.
I soci dovrebbero dedicare il proprio tempo libero ad attività di servizio per la comunità dando un contributo fattivo a sostegno delle realtà più fragili della società, condividendo ideali di amicizia, generosità e solidarietà.
Nel 2016/2017 si contavano circa 175.500 soci Leo in circa 7.070 Club appartenenti a 145 nazioni. I Club Leo sono sostenuti da un totale di circa 47.909 Lions Club, oltre che da 183 Distretti Leo e 40 Multidistretti.

## Nascita dei Leo Club

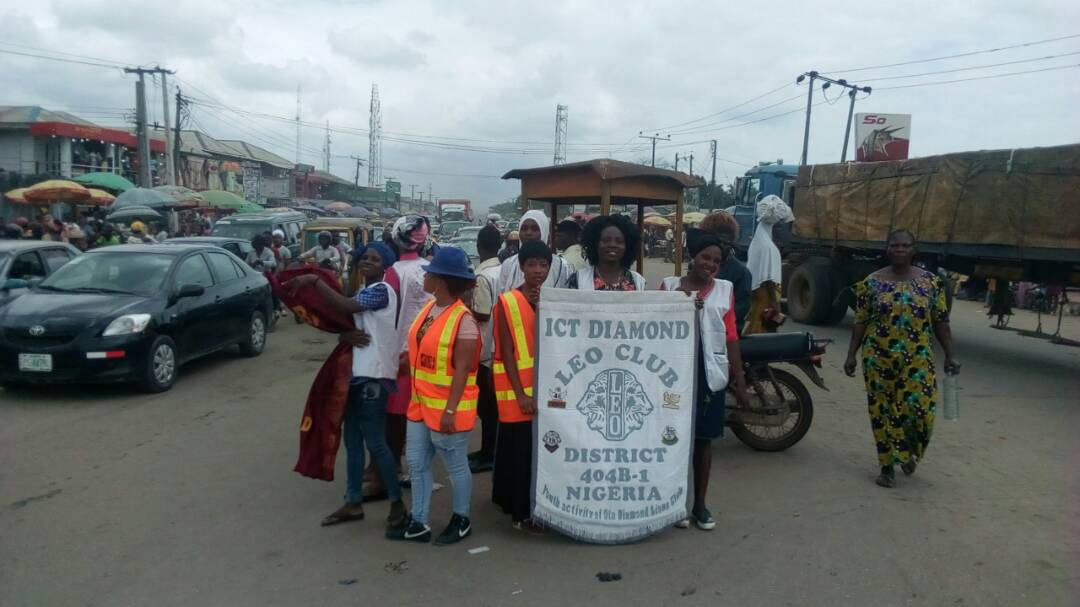
Leo Club in Nigeria

I Leo nacquero nel 1957, in Pennsylvania USA, grazie all'intuizione del socio Lion Jim Graver che allora allenava la squadra di baseball dell'Abington High School. Graver era un socio attivo del Lions Club di Glenside e con un amico e consocio, William Ernst, ragionava sulla possibilità di creare un club di servizio con i suoi ragazzi del liceo. I Glenside Lions si trovarono subito d'accordo sul fatto che un gruppo giovanile Lions fosse una buona idea tanto che Graver ed Ernst si misero subito al lavoro.
Al primo incontro partecipò l'intera squadra di baseball di Jim per un numero di 35 partecipanti, proprio quelli che formarono il primo club. Il 5 dicembre 1957, i Glenside Lions presentarono uno statuto per l'Abington High School Leo Club. Come primo Leo Club del mondo, il gruppo creò l'acronimo Leo: leadership, eguaglianza, opportunità. Più tardi eguaglianza diventò esperienza; inoltre, il gruppo scelse l'oro e il marrone - i colori della scuola - come colori del Leo Club.
Nel 1964 si contavano 27 Leo Club in Pennsylvania e uno a New York. Lo sviluppo si ebbe nel 1967 quando, visto il diffondersi dei Club, il Consiglio del Lions Clubs International adottò il Programma Leo Club come programma ufficiale dell'associazione; aperto a uomini e donne, l'obiettivo del Programma Leo Club era (ed è ancora): "...fornire ai giovani nel mondo un'opportunità di sviluppo e contributo, a livello individuale e collettivo, come membri responsabili della comunità locale, nazionale e internazionale."

## Leo Club in Italia

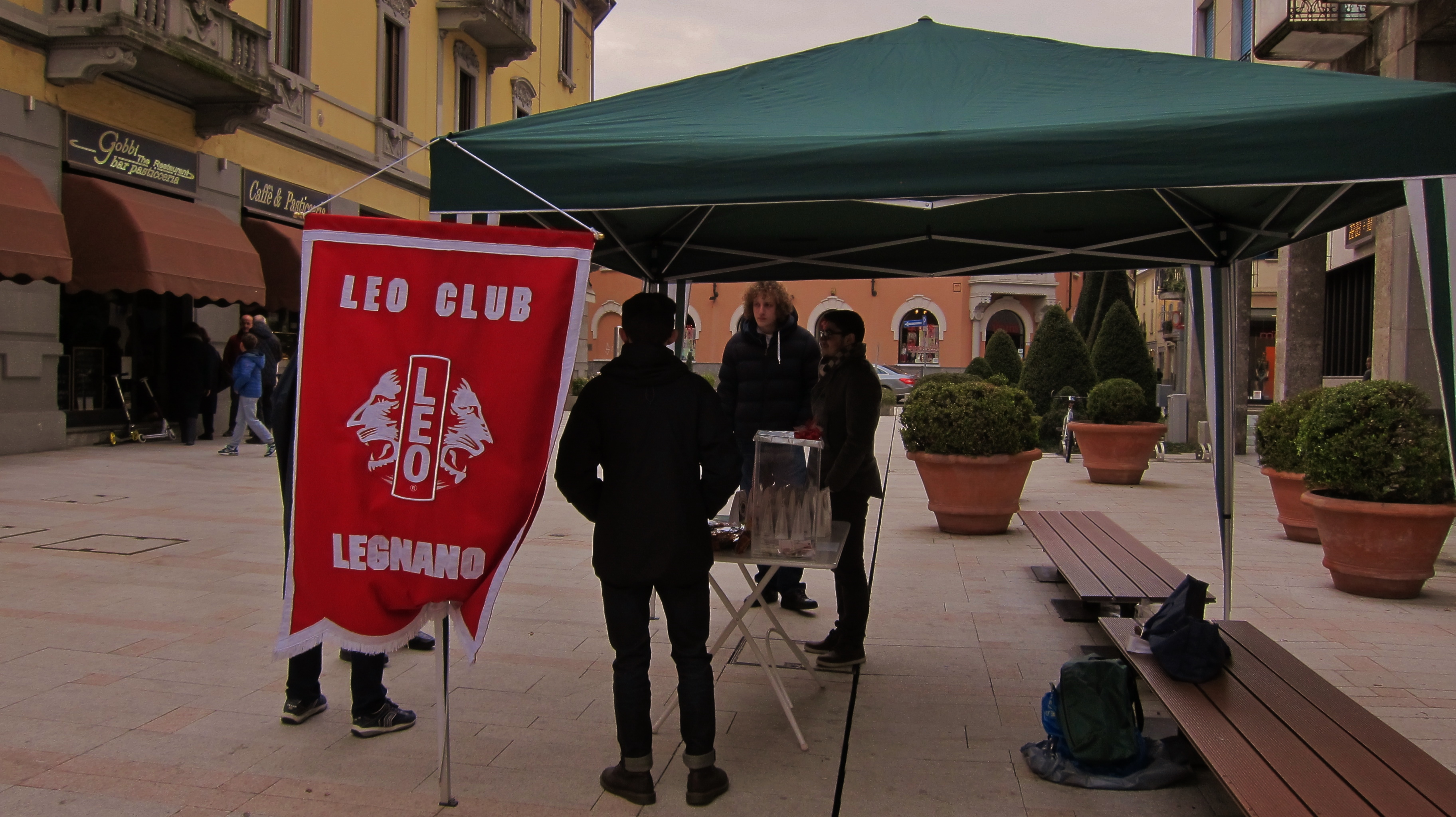
Leo Club Legnano (Ib1)

Il primo Leo Club fu quello di Arenzano (GE), che ottenne la Charter a giugno del 1969, seguito dal Club di Albenga (SV) 18 novembre 1969 e che vanta un primato rimasto unico: quello di aver avuto la Charter lo stesso giorno del Club padrino. A questi susseguì il Leo club Civitavecchia Santa Marinella, il quale ottenne la charter in data 29 aprile 1970. Toccò in seguito (1970) al Club di Palermo.
Nella primavera del 1974 fu convocato a Rapallo il 1º Convegno Nazionale dei Leo Club e il mese successivo al 22º Congresso Nazionale Lions di Sanremo fu approvato il nuovo statuto. L'incremento dei Club e dei soci amplificarono la necessità di ritrovarsi, scambiarsi opinioni, esperienze, dibattere problemi comuni. Nel 1995 alla Conferenza Nazionale di Loano fu decretata la nascita del Multidistretto, organo di coordinamento nazionale dei singoli distretti, diventato operativo nel luglio 1996. Al 2023 il Multidistretto 108 ITALY comprende 290 Club e 3251 soci in tutta Italia, il presidente multidistrettuale è il socio Mattia Lattanzi del Leo Club Roma Mare.

### Organizzazione
I Club, i Distretti ed il Multidistretto eleggono un Presidente il quale nomina un Segretario, un Tesoriere ed altri incarichi in base allo Statuto vigente; gli incarichi sono generalmente annuali.
L'associazione si organizza sul territorio nazionale con 1 Multidistretto, 17 Distretti i quali ricalcano la suddivisione dei Distretti Lions 108 ITALY ed un numero variabile di Club.
I 17 Distretti sono suddivisi nel seguente modo:
- 108 Ia1 = Piemonte settentrionale e Valle d'Aosta
- 108 Ia2 = Piemonte sud-est e Liguria est
- 108 Ia3 = Piemonte sud-ovest e Liguria ovest
- 108 Ib1 = Lombardia settentrionale
- 108 Ib2 = Lombardia est
- 108 Ib3 = Lombardia sud
- 108 Ib4 = Provincia di Milano
- 108 Ta1 = Trentino-Alto Adige e parte del Veneto (Verona-Vicenza)
- 108 Ta2 = Friuli-Venezia Giulia e Veneto orientale
- 108 Ta3 = Veneto (Venezia-Padova-Treviso-Rovigo)
- 108 Tb = Emilia
- 108 A = Romagna, Marche, Abruzzo e Molise
- 108 AB = Puglia
- 108 L = Lazio, Umbria e Sardegna
- 108 La = Toscana
- 108 Ya = Campania, Basilicata e Calabria
- 108 Yb = Sicilia

### Service
Oltre ai progetti locali portati avanti dai singoli Club vi è anche un impegno dei soci nella realizzazione di service a valenza nazionale:
- T.O.N. Tema Operativo Nazionale, annuale o pluriennale dal 1996[7]. "B.E.L. Bastone Elettronico Lions"
- Te.S.N. Tema di Sensibilizzazione Nazionale "Take A Breath - Il tempo di un respiro"
- Se.R.N. Service di Rilevanza Nazionale "Kairos"
- Se.R.N. Service di rilevanza nazionale "LEOmetriosi"
- Service Nazionale Facoltativo "Leo4Green"
- Service Area Bambini e Giovani
- Service Causa Globale Vista
- Service Causa Globale Ambiente
- Service Causa Globale Fame
- Service Causa Globale Diabete

Ogni Distretto inoltre organizza e sceglie un proprio Tema Operativo Distrettuale (T.O.D.) e, on in alternativa, Tema di Sensibilizzazione Distrettuale (Te.S.D.) in base alle esigenze del proprio territorio.

### Elenco Presidenti Nazionali[8]
| N° | Anno Sociale | Nome                          | Distretto |
| -- | ------------ | ----------------------------- | --------- |
| 1  | 1996/1997    | Barbara Pozzi                 | Tb        |
| 2  | 1997/1998    | Alessandro Riva               | Ia1       |
| 3  | 1998/1999    | Marco Sciuto                  | Yb        |
| 4  | 1999/2000    | Rossana Cirrincione           | Ib1       |
| 5  | 2000/2001    | Agostino Testa                | Ya        |
| 6  | 2001/2002    | Chiara Brigo                  | Ta3       |
| 7  | 2002/2003    | Antonio Cuccurullo            | Yb        |
| 8  | 2003/2004    | Ilaria Blangetti              | Ia3       |
| 9  | 2004/2005    | Marco Testori                 | Ib1       |
| 10 | 2005/2006    | Valerio Vinelli               | Ab        |
| 11 | 2006/2007    | Alberto Soci                  | Ib2       |
| 12 | 2007/2008    | Maurizio Grande               | L         |
| 13 | 2008/2009    | Vincenzo Manduzio             | Ab        |
| 14 | 2009/2010    | Marco Antonio Del Prete       | Ya        |
| 15 | 2010/2011    | Mauro Imbrenda                | Ia3       |
| 16 | 2011/2012    | Davide Brillo                 | Yb        |
| 17 | 2012/2013    | Dario Libero Zunino           | Ia3       |
| 18 | 2013/2014    | Maria Pia Calabrese           | Ab        |
| 19 | 2014/2015    | Antonino Campisi              | Yb        |
| 20 | 2015/2016    | Annalisa Laguzzi              | Ia2       |
| 21 | 2016/2017    | Laura Scuccato                | Ta1       |
| 22 | 2017/2018    | Enrica Lo Medico              | Yb        |
| 23 | 2018/2019    | -                             | -         |
| 24 | 2019/2020    | Emilia Fresia                 | Ia3       |
| 25 | 2020/2021    | Francesco Perrella            | L         |
| 26 | 2021/2022    | Marco Tioli                   | Tb        |
| 27 | 2022/2023    | Lorenzo De Marco              | Ab        |
| 28 | 2023/2024    | Riccardo Leonesi              | la1       |
| 29 | 2024/2025    | Mattia Lattanzi               | L         |
| 30 | 2025/2026    | Alessandro Salvarani Corsetti | Ta3       |